# Subida a Urkiola
A Subida a Urkiola (em basco: Urkiola Igoera) era uma clássica de ciclismo profissional que se realiza na província de Biscaia no País Basco na Espanha. Tem o  início em Durango e final no Santuário de Urkiola. Celebrava-se no dia após a Clássica de San Sebastián.

## História
Nasceu no ano 1931. Depois de ter passado alternativamente pelas categorias 1.3 e 1.4 o 2005 com a criação dos Circuitos Continentais da UCI enquadra-se dentro do UCI Europe Tour na categoria 1.1. a 27 de maio de 2010 a organização anunciou que nesse ano não disputar-se-ia a prova devido à impossibilidade de achar o respaldo económico suficiente em forma de patrocinadores num contexto de forte crise económica.
Suas primeiras edições foram organizadas pelo S.C. Bilbaína, e a partir de 1936 até dia de seu desaparecimento todas as edições foram organizadas pela S. C. Duranguesa.
O ciclista com mais vitórias em sua ter é o italiano Leonardo Piepoli, com um total de quatro (1995, 1999, 2003 e 2004).

## Palmarés
| Ano       | Vencedor              | Segundo                   | Terceiro                   | Km              | Tempo           |
| --------- | --------------------- | ------------------------- | -------------------------- | --------------- | --------------- |
| 1931      | Ricardo Montero       | Vicente Trueba            | Federico Ezquerra          | 5               | 21:01           |
| 1932-1935 | Não se disputou       | Não se disputou           | Não se disputou            | Não se disputou | Não se disputou |
| 1936      | Claudio Leturiaga     | Manuel Trueba             | Federico Ezquerra          | 5               | 20:13           |
| 1937-1960 | Não se disputou       | Não se disputou           | Não se disputou            | Não se disputou | Não se disputou |
| 1961      | Antonio Karmany       | Juan José Sagarduy        | Jesús Loroño               | 5               | 17:47           |
| 1962      | Julio Jiménez         | Juan José Sagarduy        | Antonio Karmany            | 5               | 18:15           |
| 1963      | Não se disputou       | Não se disputou           | Não se disputou            | Não se disputou | Não se disputou |
| 1964      | Julio Jiménez         | Juan José Sagarduy        | Manuel Galera              | 5               | 18:01           |
| 1965      | Julio Jiménez         | Juan José Sagarduy        | Federico Martín Bahamontes | 5               | 18:36           |
| 1966      | Eusebio Vélez         | Francisco Gabikagogeaskoa | Gregorio San Miguel        | 9               | 25:36           |
| 1967-68   | Não se disputou       | Não se disputou           | Não se disputou            | Não se disputou | Não se disputou |
| 1969      | Gabriel Mascaró       | Mingo Fernández           | Ventura Díaz               | 9               | 27:50           |
| 1970-83   | Não se disputou       | Não se disputou           | Não se disputou            | Não se disputou | Não se disputou |
| 1984      | Vicente Belda         | Carlos Hernández          | Iñaki Gastón               | 130             | 3:33:02         |
| 1985      | Jesús Rodríguez Magro | Vicente Belda             | Alirio Chizabas            | 148             | 3:55:00         |
| 1986      | Óscar de Jesús Vargas | Alirio Chizabas           | Jokin Mujika               | 156             | 3:58:46         |
| 1987      | Marino Lejarreta      | Jérôme Simon              | Jesús Rodríguez            | 166             | 4:05:33         |
| 1988      | Marino Lejarreta      | Miguel Ángel Martínez     | Álvaro Pino                | 166             | 3h 59' 15"      |
| 1989      | Andrew Hampsten       | Santos Hernández          | Fernando Quevedo           | 167             | 4h 17' 03"      |
| 1990      | Andrew Hampsten       | Tony Rominger             | Marino Lejarreta           | 167             | 4h 24' 50"      |
| 1991      | Pedro Delgado         | Marino Lejarreta          | Jesús Montoya              | 166             | 3h 59' 34"      |
| 1992      | Claudio Chiappucci    | Pedro Delgado             | Ivan Gotti                 | 166             | 4h 14' 28"      |
| 1993      | Tony Rominger         | Claudio Chiappucci        | Andrew Hampsten            | 160             | 4:03:23         |
| 1994      | José María Jiménez    | Claudio Chiappucci        | Ramón González Arrieta     | 160             | 4:02:02         |
| 1995      | Leonardo Piepoli      | Erik Breukink             | Claudio Chiappucci         | 160             | 3:47:25         |
| 1996      | José María Jiménez    | Marco Fincato             | Oscar Pelliccioli          | 160             | 3:49:25         |
| 1997      | Beat Zberg            | José María Jiménez        | Jon Odriozola              | 160             | 3:53:28         |
| 1998      | Simone Bhorgheresi    | Axel Merckx               | Ángel Casero               | 160             | 3:58:12         |
| 1999      | Leonardo Piepoli      | Francisco Tomás García    | José María Jiménez         | 160             | 3h 58' 33"      |
| 2000      | Francesco Casagrande  | Leonardo Piepoli          | Davide Rebellin            | 160             | 3h 50' 52"      |
| 2001      | Jon Odriozola         | José María Jiménez        | Joaquim Rodríguez          | 160             | 3h 55' 47"      |
| 2002      | Dario Frigo           | Carlos García Quesada     | Danilo Di Luca             | 160             | 3h 47' 18"      |
| 2003      | Leonardo Piepoli      | Dave Bruylandts           | Haimar Zubeldia            | 160             | 3h 53' 59"      |
| 2004      | Leonardo Piepoli      | Francesco Casagrande      | Carlos García Quesada      | 160             | 3h 51' 26"      |
| 2005      | Joaquim Rodríguez     | José Alberto Benítez      | Matteo Carrara             | 169             | 4h 08' 33"      |
| 2006      | Iban Mayo             | Ricardo Serrano           | Igor Antón                 | 161             | 3h 48' 25"      |
| 2007      | J.Á.Gómez Marchante   | David López               | Juan José Cobo             | 161,5           | 3h 50' 38"      |
| 2008      | David Arroyo          | Juan José Cobo            | Sergio Pardilla            | 161,5           | 3h 50' 12"      |
| 2009      | Igor Antón            | Xavier Tondo              | Freddy Montaña             | 161,5           | 3h 48' 58"      |

## Palmarés por países
| País           | Vitórias |
| -------------- | -------- |
| Espanha        | 21       |
| Itália         | 8        |
| Suíça          | 2        |
| Estados Unidos | 2        |
| Colômbia       | 1        |